# Bez prądu (album Republiki)
Bez prądu – koncertowa płyta zespołu Republika, która zawiera utwory z okresu 1982–1992. Album został wydany w 1993 roku w limitowanym nakładzie 1000 egzemplarzy. W 2003 doczekał się wznowienia nakładem Pomaton EMI.
Koncert odbył się 14 lutego 1993 w studiu Radia Łódź i transmitowany był przez Program Drugi Telewizji Polskiej.

## Lista utworów
1. „Nieustanne tango” – 5:08
2. „Śmierć w bikini” – 5:04
3. „Tobie wybaczam (Misja)” – 6:14
4. „Obcy astronom”* – 6:55
5. „Mówili o mnie” (Kayah)** – 6:14
6. „Biała flaga” – 4:51
7. „My lunatycy”* – 6:57
8. „Nie pytaj o Polskę” – 5:21
9. „Prąd” – 5:38
10. „Sexy Doll” – 4:26

Słowa i muzyka: Grzegorz Ciechowski, z wyjątkiem: * Grzegorz Ciechowski i Zbigniew Krzywański – muzyka; ** Kayah – słowa i muzyka

## Twórcy
- Grzegorz Ciechowski – śpiew, fortepian, flet, muzyka, teksty
- Zbigniew Krzywański – gitara elektryczna, śpiew, *muzyka
- Leszek Biolik – gitara basowa, śpiew
- Sławomir Ciesielski – perkusja, śpiew

gościnnie
- Kayah – śpiew, **muzyka, **tekst
- Jacek Rodziewicz (gościnnie) – saksofon

oraz
- Wiesław Grzelak – realizacja nagrań
- Jerzy Tolak – manager i organizacja produkcji
- Jarosław Czajka – montaż komputerowy
- Wiktor Skrzydłowski – inżynier studia
- Zygmunt Rytka – zdjęcia z monitora
- Małgorzata Potocka – reżyseria koncertu
- Jan Targowski – organizacja koncertu i redakcja nagrania
- Maciej Pilarczyk – organizacja koncertu i redakcja nagrania
- Anna Wojtunik – design
- Tymoteus – cover photo